# Marti (Montopoli in Val d'Arno)
Marti è una frazione del comune italiano di Montopoli in Val d'Arno, nella provincia di Pisa, in Toscana.

## Storia
Il borgo di Marti sorse in epoca alto-medievale ed era residenza della famiglia degli Upezzinghi, come confermato in un diploma di Federico I nel 1178. Nel 1182 gli Upezzinghi si ribellarono a Pisa e sottrassero Marti al comune: seguirono varie battaglie per la conquista del castello, con i pisani che ne ritornarono in possesso a più riprese. Nel 1298 venne riconosciuto di proprietà degli Upezzinghi, ma tutti gli abitanti del borgo furono etichettati come ribelli dal comune di Pisa. Nel 1322 fu conquistato da Montopoli, per poi essere liberato dalle truppe di Castruccio Castracani.
Tra il XIV e il XV secolo, Marti dovette affrontare numerose battaglie per difendersi dalle mire di Firenze, che riuscì ad impossessarsi del borgo solo dopo la caduta di Pisa, nel 1406. Nel 1435, con un'ordinanza, Firenze ordinò che il castello di Marti venisse smantellato e distrutto.
Nel 1927 il territorio di Marti fu scorporato dal comune di Palaia per confluire in quello di Montopoli in Val d'Arno.

## Monumenti e luoghi d'interesse
- Pieve di Santa Maria Novella, chiesa parrocchiale della frazione, è stata costruita nel 1332, ma ha subito dei rifacimenti nel XVIII secolo.[2] All'interno sono situate pregevoli opere cinquecentesche come l'affresco del Battesimo di Cristo e due pale d'altare ad opera di Matteo Rosselli e Taddeo Naldini.
- Bastione di Marti

## Geografia antropica
Il borgo di Marti è composto da più nuclei abitati che si snodano lungo la vecchia strada che lo attraversa: San Bartolomeo, Borghetto e Borgo Arena.